# Monte Massico
Monte Massico este o arie protejată (arie specială de conservare — SAC, sit de importanță comunitară — SCI) din Italia întinsă pe o suprafață de 3.846 ha, integral pe uscat.

## Localizare
Centrul sitului Monte Massico este situat la coordonatele 41°10′34″N 13°55′09″E / 41.176111°N 13.919167°E.

## Înființare
Situl Monte Massico a fost declarat sit de importanță comunitară în mai 1995 pentru a proteja 22 de specii de animale. Situl a fost protejat și ca arie specială de conservare în mai 2019.

## Biodiversitate
Situată în ecoregiunea mediteraneană, aria protejată conține 3 habitate naturale: Păduri de Quercus ilex și Quercus rotundifolia, Pseudostepă cu ierburi și specii anuale de Thero-Brachypodietea, Tufărișuri termo-mediteraneene și de pre-deșert.
La baza desemnării sitului se află mai multe specii protejate:
- păsări (15): lăcar mare (Acrocephalus arundinaceus), ciocârlie-de-câmp (Alauda arvensis), fâsă-de-câmp (Anthus campestris), erete de stuf (Circus aeruginosus), porumbel gulerat (Columba palumbus), prepeliță (Coturnix coturnix), muscar-gulerat (Ficedula albicollis), sfrâncioc roșiatic (Lanius collurio), viespar (Pernis apivorus), sitar de pădure (Scolopax rusticola), turturică (Streptopelia turtur), sturzul viilor (Turdus iliacus), mierlă (Turdus merula), sturz-cântător (Turdus philomelos), sturzul de vâsc (Turdus viscivorus)
- amfibieni (1): Bombina pachypus
- mamifere (4): liliac cu aripi lungi (Miniopterus schreibersii), liliac cărămiziu (Myotis emarginatus), liliacul mare cu potcoavă (Rhinolophus ferrumequinum), liliacul mic cu potcoavă (Rhinolophus hipposideros)
- nevertebrate (2): Cordulegaster trinacriae, Euplagia quadripunctaria

Pe lângă speciile protejate, pe teritoriul sitului au mai fost identificate 4 specii de amfibieni, 3 specii de nevertebrate, 3 specii de reptile.